# Terra nigra

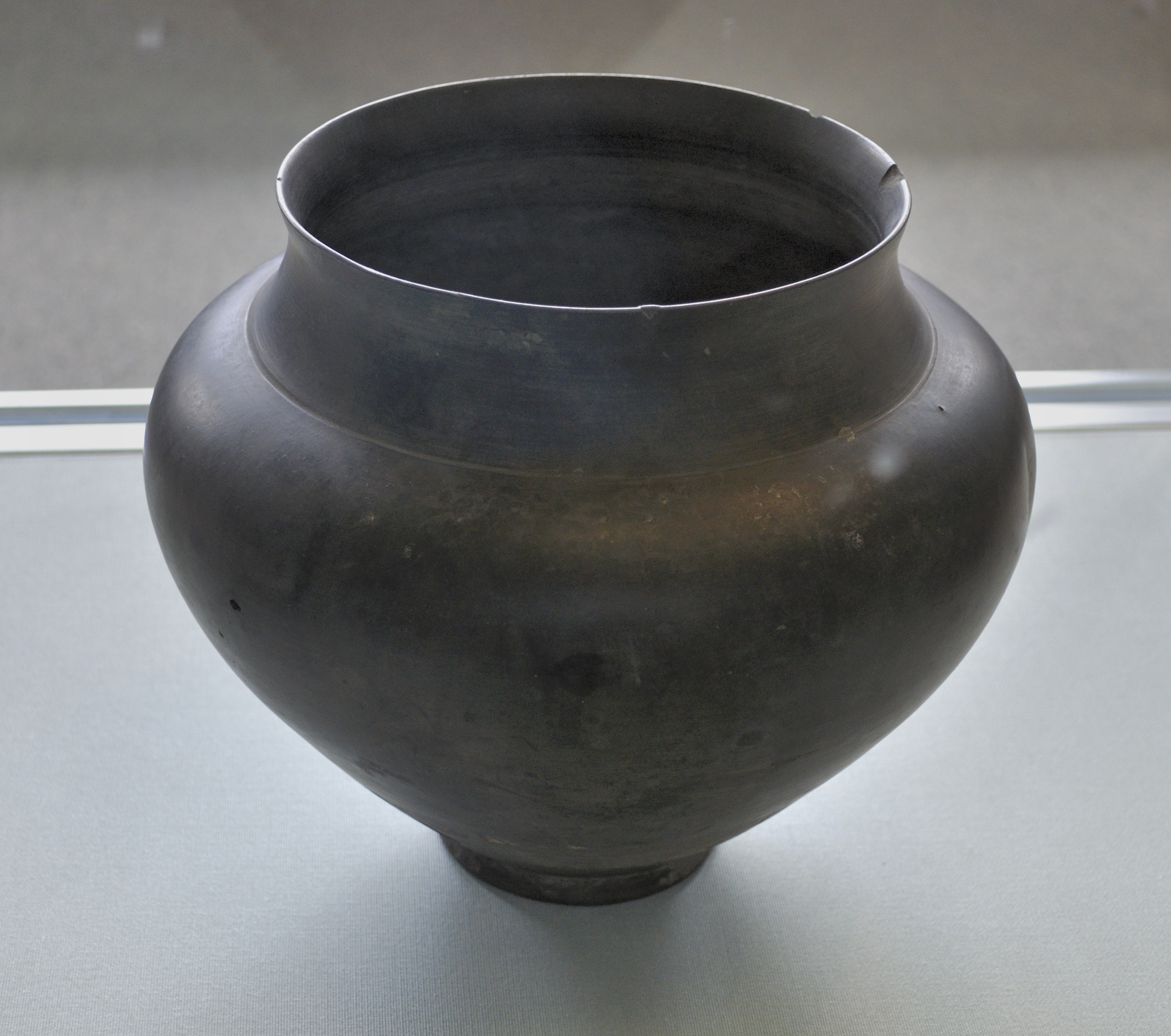
Vase en terra nigra au Hetjens-Museum de Düsseldorf.

La terra nigra (littéralement « terre noire ») est un terme désignant des productions de céramiques de table sombres au cours de l'Antiquité romaine. Initialement décrites par Hans Dragendorff comme une catégorie qui « recouvre, au sens étroit du mot, de fins vases en terre cuite d'un gris-bleu clair, dont la couverte, très soigneusement lissée, est revêtue d'un vernis noir », les terra nigra correspondent à des céramiques fines cuites en mode B dont l'appellation, la description et la chronologie varient selon les espaces géographiques, notamment en Gaule du Nord, Germanies, et Gaule centrale.

## Productions de Gaule du Nord

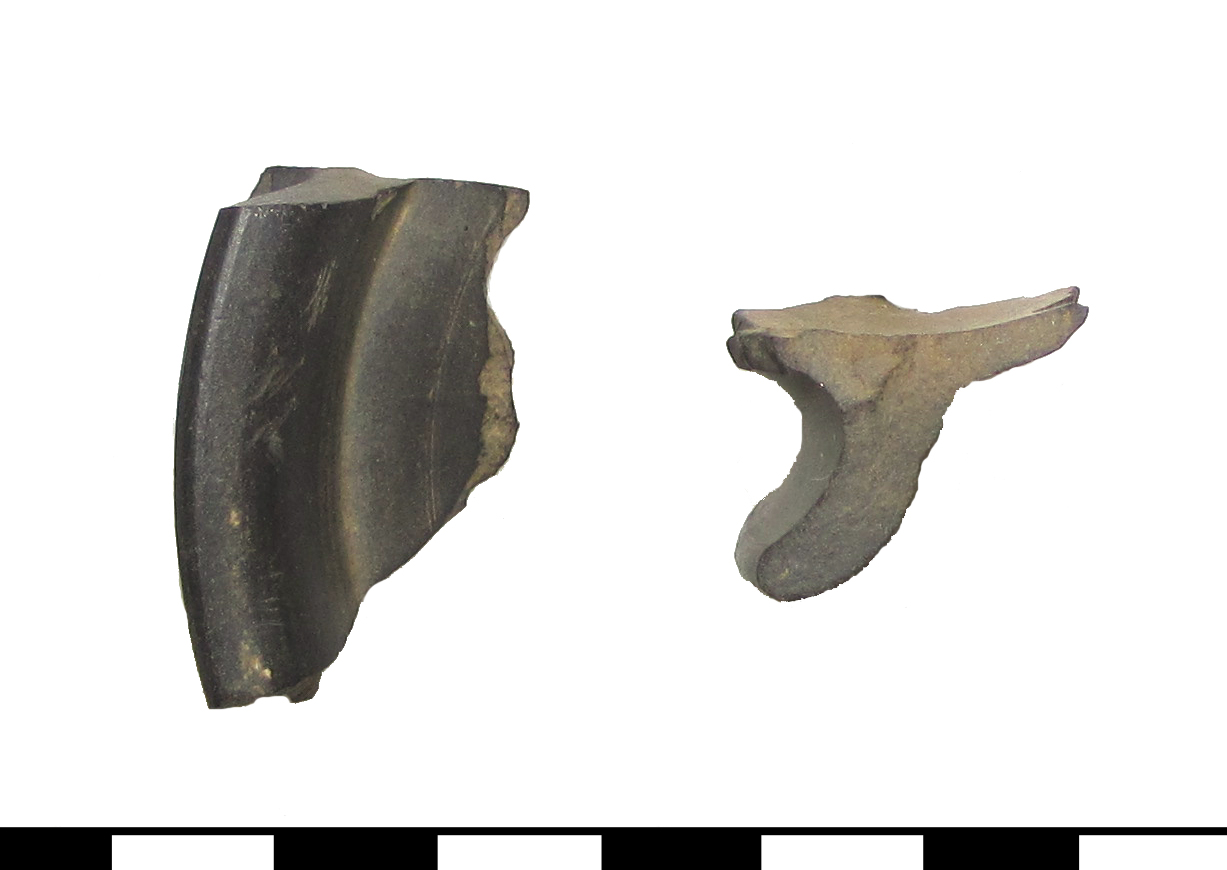
Fragment de terra nigra de Gaule du Nord importé en Bretagne.

Initialement, Hans Dragendorff s'appuie sur ses travaux qui ont essentiellement concerné le nord de le Gaule. Tant les productions de céramiques en mode A qu'en mode B sont regroupées sous l'appellation de « vases belges », désormais décrites comme céramique « belge » ou « gallo-belge »,.
Les productions de Gaule du Nord sont « généralement lissée, quelquefois décorée, mais rarement engobée ».

## Productions de Gaule centrale
En Gaule centrale, les terra nigra ont fait l'objet d'une première étude due à Yves Menez, publiée en 1989. À partir des sites de consommation de Châteaumeillant et Néris-les-Bains, il établit une première typologie de ces céramiques enfumées de tradition indigène dont les formes témoignent d'influences italiques, avec une production centrée sur la période augustéenne et tibérienne,,. En 2005, David Lallemand les définit ainsi : « céramique à pâte siliceuse très micacée, riche en kaolinite, cuite en mode B, lissée et enfumée ». Des études plus récentes menées dans la basse vallée de l'Allier montrent une progressive évolution depuis les productions de céramiques laténiennes, avec une chronologie plus haute que celle proposée par Yves Menez. Les productions les plus tardives sont datées du milieu du Ier siècle.
Les productions de Lezoux sont quant à elles qualifiées de céramiques à « surface lissée soigneusement et un toucher dit “savonneux”. Elle est parfois décorée à la molette. Sa production dure jusqu'au milieu du Ier siècle. La diminution des productions lézoviennes est mise en relation avec le début de la production d'imitations de sigillée puis avec la production de sigillées cuites en mode C.
L'étude de Jérôme Trescarte qui a porté sur les céramiques arvernes à l'échelle de la cité éponyme conclut que ces céramiques à « surfaces sombres, souvent finement lustrées et enfumées » correspondent à des productions dont le répertoire s'inspire à la fois des productions locales protohistoriques, mais aussi des importations italiennes. Les productions arvernes se caractérisent par la finesse de leur enfumage. La maîtrise grandissante des techniques de production de sigillée aurait entrainé une concurrence des céramiques sombres par les productions claires. Malgré la poursuite d'une production tardive dans le nord de l'Auvergne, les terra nigra ne sont plus produites après le milieu du Ier siècle.